# Олџејто Монјумент Вали (Аризона)
Олџејто Монјумент Вали (енгл. Oljato-Monument Valley) насељено је место без административног статуса у америчкој савезној држави Аризона.

## Демографија
По попису из 2010. године број становника је 154, што је 1 (-0,6%) становника мање него 2000. године.
| Група             | 2000.    | 2010.    |
| Белци             | 1 (0,6%) | 1 (0,6%) |
| Афроамериканци    | 0 (0,0%) | 0 (0,0%) |
| Азијати           | 0 (0,0%) | 0 (0,0%) |
| Хиспаноамериканци | 0 (0,0%) | 6 (3,9%) |
| Укупно            | 155      | 154      |